# 佐藤大介 (映画監督)
佐藤 大介（さとう だいすけ）は、日本の映画監督、特殊造形師。代表作は2019年に製作された特撮映画『狭霧の國』。

## 参加作品
- 『ゴジラ・モスラ・キングギドラ 大怪獣総攻撃』（2001年） - 造形助手[1]
- 『ゴジラ FINAL WARS』（2004年） - 造形助手
- 『小さき勇者たち〜ガメラ〜』（2006年） - 怪獣造型助手
- 『ウルトラマンメビウス&ウルトラ兄弟』（2006年） - ガッツ星人・ナックル星人造型
- 『狭霧の國』（2019年） - 監督・脚本・撮影・照明・美術・編集・録音・特殊効果・合成・人形制作・製作
- 『Project COLD』（2021年） - 謎解き 映像制作・小道具[2]
- 『怪猫狂騒曲』（2021年） - 撮影監督
- 『HOSHI 35/ホシクズ』（2023年） - 共同監督・特撮監督・撮影監督・怪獣造形[3]
- 『カミノフデ ～怪獣たちのいる島～』（2024年） - プロデューサー・特撮監督[4]